# Giovanna Fiorenzi
Giovanna Fiorenzi (nota anche come Giò Fiorenzi) (Osimo, 22 aprile 1930 – Senigallia, 4 aprile 2020) è stata una scultrice e ceramista italiana.

## Biografia
Figlia dell'inventore Ubaldo Fiorenzi, studiò scultura all'Accademia di belle arti di Roma e fu allieva di Pericle Fazzini che presentò la sua prima mostra personale a Roma, nel 1957.
Iniziò la sua attività artistica all'età di vent'anni e nel corso della sua carriera vinse numerosi concorsi nazionali per opere pubbliche scultoree realizzate con materiali diversi, ceramica, gesso, bronzo, marmo, cemento, ferro battuto.
I suoi lavori di arte sacra sono ospitati in molte chiese italiane e molti suoi ritratti, collage, sculture fanno parte di collezioni private. Nel 2004 realizzò il Premio Sciabica.
Lavorò dividendosi tra Roma e Marzocca di Senigallia, in  provincia di Ancona, il paese fondato dal padre di Giò, Ubaldo Fiorenzi.

## Opere
Si segnalano le seguenti opere pubbliche
- Ancona
  - L'avviamento al lavoro, due bassorilievi in cotto, nella scuola media A. Volta di Collemarino
  - Opere scultoree presso le tombe Angelini, Stasi e Lattanzi nel Cimitero delle Tavernelle
  - Liano Rossini, busto in bronzo, al PalaRossini
  - Pannello in cotto sul muro esterno del Palazzo della Legione Guardia di Finanza, Lungomare Vanvitelli
  - Bassorilievi in cotto nella cripta della Chiesa del Sacramento
  - Madonna con angeli, bassorilievo in ceramica nell'abside e formelle con vita di San Giuseppe e della Beata Beata Rosa Venerini, nella chiesa della Scuola Pie Venerini di via Matteotti
  - Scienza e Tecnica, parete con bassorilievo in ceramica presso l'Aula Magna dell'ex Liceo Scientifico Savoia, via Vecchini
  - Fonte Battesimale, trittico in ceramica dell'altare destro, crocefisso, candelieri e balaustre in bronzo, nella chiesa dei SS. Cosma e Damiano
  - Bassorilievo in ceramica policroma che decora il bancone, caffè Tazza D'Oro di corso Garibaldi
  - La Ricostruzione, due bassorilievi in marmo, nell'atrio del Provveditorato alle Opere Pubbliche di via Vecchini
  - Vele al Vento, grande cancello in ferro battuto, ingresso di via V. Veneto, Parco del Pincio
  - Madonna con bambino, lunetta esterna della chiesa delle Maestre Pie Venerini di via Pesaro
- Chiaravalle
  - Madre con due bambini, gruppo scultoreo in cemento su fontana, in via Battisti
- Falconara Marittima
  - Ritratto di frate Bernardino, Pinacoteca Internazionale di Arte Francescana, in piazza S. Antonio da Padova
- Fabriano
  - Lasciate che i fanciulli vengano a me e Le attività dell'oratorio bassorilievi in ceramica nell'atrio dell'Eremo di San Silvestro via San Silvestro Abate
- Francavilla al mare
  - bassorilievo in ceramica policroma, chiesa di Sant'Alfonso
- Jesi
  - Arte e cultura, bassorilievo in ceramica policroma, facciata esterna del circolo cittadino di via XX Settembre
  - Busto in bronzo di Mariano Agostinelli e scultura di ragazza seduta, nella sala del Circolo cittadino via XX Settembre
- Marzocca (Senigallia)
  - Opere artistiche interne ed esterne alla chiesa Parrocchiale S. Antonio da Padova e statua in bronzo di S. Alfonso M. de' Liguori
  - Monumento a Ubaldo Fiorenzi, Lungomare
  - ritratto di Luca Orciari[4]
  - Edicola Madonnina di via Capri
  - Fontanella dei Gabbiani Piazza dei Migranti (in collaborazione con Sandro Cerioni)
  - Affresco sopra il bancone del Bar Lanterna blu, S.Statale Adriatica sud n. 152
  - Ritratto di Luca Orciari: biblioteca Luca Orciari via Campo Sportivo 1/3
- Modena
  - Mucche e macchine, pannello in ceramica presso azienda agricola Hombre, in strada Corletto sud 320
- Montignano
  - Monumento al Carabiniere Santarelli, piazza Sante Santarelli
- Napoli
  - bassorilievo in bronzo, sede EMPAS
- Osimo
  - Luigi Fagioli e Francesco Fiorenzi, busti in bronzo ai giardini di Piazza Nuova
- Pescara
  - La mietitura, bassorilievo in ceramica, ingresso della Banca d'Italia
- Potenza
  - Le attività della città, bassorilievo in ceramica Banca CARIME di via Alianelli
- Roma
  - La pesca e la caccia, sei bassorilievi in ceramica, studio medico Michetti, Lungotevere Mellini 44
- Roseto degli Abruzzi
  - Bassorilievo in ceramica presso banca BPER via Nazionale Adriatica 209
- Senigallia
  - Vele e gabbiani ferro battuto (collaborazione Adelelmo Pesaresi) rotonda Ciarnin strada Saline/via Tolomeo Senigallia
- Terminillo
  - Annunciazione, bassorilievo in bronzo, lunetta porta di ingresso Chiesa di San Francesco in via dei villini
- Vietri sul mare
  - Decorazioni artistiche al villaggio "Valle delle Najadi" di via Costabile